# 飞机失事 (实习医生格蕾)
《飞机失事》是美国医疗剧《实习医生格蕾》(Grey's Anatomy)第8季的第24集，季终集，也是整部剧的第172集。该剧编剧为珊达•莱梅斯，导演是罗布•科恩。该集最初于2012年5月17日在美国广播公司(ABC)播出。在这一集中，来自西雅图恩典-西医院的六名医生在一场空难中挣扎求生，但莱克西·格蕾医生(凯乐·利饰)丧生。其他的故事发生在西雅图，理查德·韦伯医生(小詹姆斯·皮肯斯饰)为所有住院医师准备特别的晚餐，欧文·亨特医生(凯文·麦克基德饰)解雇了泰迪·阿尔特曼医生(金姆·瑞维饰)，米兰达·贝利医生(钱德拉·威尔逊饰)订婚了。
这一集标志着凯乐•利在该剧杀青，金姆•瑞维也直到第十四季末才会再次露面。 事故的外景拍摄地在加利福尼亚州的大熊湖。 杰森·乔治（Jason George）再次担任客座明星，而詹姆斯·勒格罗斯（James LeGros）首次亮相。 电视评论员们对这一集褒贬不一，有人批评莱克西的死亡，但赞扬了凯乐•利，艾莲•朋佩欧（梅莉迪斯•格蕾医生）和埃里克·迪恩（马克•斯隆医生）的表演。 《飞机失事》使莱梅斯获得了有色人种进步协会形象奖提名，并且还获得了《娱乐周刊》压轴奖的几项提名。 首次播出后，该剧集在美国已有1144万人观看，在18-49岁人群中的尼尔森收视率达到了4.1 / 11，夜间收视率排名第四，并成为了周四评分最高的电视剧 。

## 情节
飞机在树林里坠毁后，梅莉迪斯•格蕾医生(艾莲•朋佩欧饰)、莱克西·格蕾医生(凯乐·利饰)、克里斯蒂娜·杨医生(吴珊卓饰)、亚利桑那•罗宾斯医生(杰西卡·卡普肖饰)、德里克·谢泼德医生(帕特里克·丹普西饰)和马克·斯隆医生(埃里克·迪恩饰)拼命求生。梅瑞狄斯相对来说伤势较轻，而其余的人伤势严重:飞行员杰里(詹姆斯·勒格罗斯饰)脊椎严重受伤，杨的手臂脱臼。罗宾斯的股骨断了，穿透皮肤，斯隆尽管最初靠着肾上腺素站了起来，但仍有严重的内伤。谢泼德从飞机的一侧飞了出去，独自在树林中醒来;他的手穿透了机舱门，血肉模糊。然而，没有人比莱克西的情况更糟，她被飞机的一块碎片压在了底下。在梅莉迪斯寻找谢泼德的时候，杨和斯隆试图把碎片从莱克西身上移开。最后，两人意识到他们救不了她，所以斯隆在她死的时候握着她的手，告诉她他爱她。斯隆向莱克西讲述了他们在一起以后的生活，莱克西面带微笑地离开了人世，这时梅莉迪斯和杨正朝她走来。
莱克西的死让梅莉迪斯悲痛欲绝，她仍然在拼命地寻找她的丈夫。最后，她找到了谢泼德，他们尽最大努力医治他的手。与此同时，在西雅图恩典-西医院，没有人知道这些医生遇难了。理查德·韦伯医生(小詹姆斯·皮肯斯饰)正在为即将离开的住院医师准备晚餐，而亚历克斯·克莱夫医生(贾斯汀·钱柏斯饰)、杰克逊·艾弗里医生(杰斯·威廉斯饰)和阿普丽尔·凯普纳医生(萨拉·德鲁饰)却对这一安排感到担忧。艾弗里决定接受杜兰医疗中心的工作，他和凯普纳分享了这一时刻。尽管沃伦将在洛杉矶开始他的外科实习，本·沃伦医生(杰森·乔治饰)和米兰达·贝利医生(钱德拉·威尔逊饰)还是决定结婚。得知泰迪·阿尔特曼医生(金姆·瑞维饰)被美国陆军医疗司令部(MEDCOM)任命为主任，但却因为忠诚不愿离开西雅图，外科主任欧文·亨特医生(凯文·麦克基德饰)解雇了她，让她离开这个失去丈夫的伤心之地。在这一集的末尾，亨特收到了信息，发现手术小组根本没能到达博伊西。住院医师们，终于兴奋地去韦伯的晚餐庆祝，他们在那等待没有到场的医生们（而医生们此时已经遇到了空难）。剩下的幸存者还在努力保持清醒。在最后的独白中，梅莉迪斯重复了韦伯在试播集的演讲。

## 制片
这一集由珊达•莱梅斯编剧，罗布•科恩导演。配乐有纸风筝的“羽毛石”和菲斯特的“墓地”。拍摄地点在加利福尼亚州的大熊湖，这个地方在第七季中曾是杨和谢泼德钓鱼的地方。在谈到拍摄条件时，利说道:“可能会下雨，也可能晴朗炎热。我从来没有死过(在镜头前)。那样说听起来很有趣。我想每个人都有情感的源泉，而那正是我迸发的时刻。每个人都很随和亲切——剧组人员、演员。我选择在废墟下呆了两天多，而不是试图进出。”
关于这一集，莱梅斯在它最初播出之前评论说很难写，主要是因为一个主要角色的死亡。她把这一集与第六季大结局相比较，解释说这一集写起来“更痛苦”。这一集播出后，莱梅斯在推特上再次表示，她很难写出大结局，并补充说:“我不喜欢写作的这一过程，让我感到悲伤难过。”莱梅斯还解释了利离开的原因，她饰演的角色在飞机失事后死亡。她说，经过许多讨论，两人决定杀死莱克西这一角色。说到瑞维的离开，她饰演的角色离开西雅图恩典-西医院去了美国陆军医疗司令部， 莱梅斯详细地说道瑞维得到了续约的机会，但是她拒绝了。

## 收视

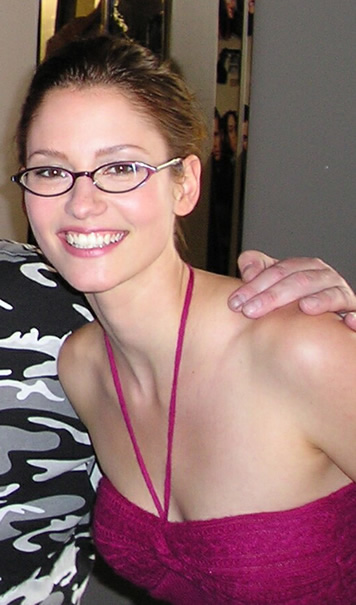
凯乐·利的"非凡"表演.

电视评论家对这一集的评价褒贬不一，它的收视率和评分都超过了前一集。《飞机失事》最初于2012年5月17日在美国广播公司(ABC)播出。这一集在美国的收视人数为1144万，比上一集《各奔前程》982万的收视人数增长了16.5%(162万人)。就收视率而言，《飞机失事》在当晚排名第四，落后于福斯广播公司(Fox)的《美国偶像》(American Idol)的季终集和哥伦比亚广播公司(CBS)的《疑犯追踪》(Person of Interest)和《心计》(the Mentalist)。从《实习医生格蕾》的其他季终集来看，这一集是该剧收视第二低的季终集，仅次于第七季的989万观众。这一集的收视率并没有排在前三名，但其4.1/11的尼尔森收视率在东部时间9点播出的时段中排名第一，在当晚排名第二，成为周四收视率第一名，以及18-49岁这一关键年龄段尼尔森收视率的第一名。它的收视率输给了《美国偶像》，但超过了哥伦比亚广播公司的《生活大爆炸》、《疑犯追踪》和《心计》。除了在当晚的收视榜上排名靠前外，前一集在18-49岁年龄段的收视份额为3.5/10，这一集比前一集有所上升。与去年的大结局相比，这一集的收视率有所上升，去年的大结局在18-49岁年龄段的收视率为3.6/9。
华盛顿一家流行文化评论网波普蒂摩的坦妮娅·莱恩写道:“哇……《实习医生格蕾》(Grey's Anatomy)本季大结局再一次让人震惊。”虽然她很欣赏《实习医生格蕾》的“现实主义和真实性”，但她发现这一集“有点过头了”，因为它“非常血腥，一开始是因为那些可怕的伤口而不忍心看”，但后来是因为“发生的沉重和感动人的事情”。她认为朋佩欧在她的角色得知她妹妹去世的消息时，是她最好的表演之一。《数码间谍》的导演本·李(Ben Lee)认为利和迪恩的表演“非常出色”，并补充说他可能从未见过迪恩有如此出色的表演。他形容这两位演员在一起的那一刻是“真正打动人的”。对他来说，莱克西的死就像一个结局，来得太早了。至于在西雅图恩典-西医院发生的事情，他认为“有点无意义”和“无趣”，除了阿尔特曼离开的这件事，他认为这是“医院里最重要的时刻”。《娱乐周刊》的坦纳·斯特兰斯基评论莱克西的死时说道:“她悲惨的死去了。我的意思是，看着《实习医生格蕾》里演得最久的角色之一这么快就去世了——而且还很随意，这有多可怕?我明白莱梅斯必须做她不得不做的事——每一场表演都需要时不时地进行调整——但我不喜欢莱克西的去世。可以是某个不那么重要的人去世吗?我想让凯普纳去世的话就太明显了。你可能也不会让马克·斯隆那样的帅哥去世，对吧?”斯特兰斯基还抱怨了罗宾斯在这一集开始时的尖叫声，但他很喜欢贝利的故事。
在娱乐周刊对所有电视剧季终集的一项调查投票中，莱克西的死被评为“最令人悲伤的时刻”，而罗宾斯受伤的腿和谢泼德血肉模糊的手被评为“最令人不安的画面”。这一集的结局也被认为是“本不怎么样的一季的最佳结局”。莱克西的死也被提名为“最佳(假定的)死亡”类别，而飞机失事的后果被提名为“最佳非浪漫的悬念”，而这一集整体被提名为“最大的遗憾是我没有看到，我只是听说或读到”的特别奖。娱乐周刊随后将梅瑞狄斯哭泣的场景评为2012年最精彩的哭泣场景之一。在电视线2012年的回顾中，莱克西的死亡是“催泪电影”的亚军。这一集为莱梅斯在全国有色人种进步协会形象奖中赢得戏剧类最佳编剧的提名。